# EUR 팔라스포르트역
EUR 팔라스포르트 역(이탈리아어: EUR Palasport)은 로마 EUR에 위치한 로마 지하철 B선의 역 중 하나다. 이 역은 아메리카 거리(viale America)와 델라 스타시오네 굴리레모 마르코니(piazza della Stazione Guglielmo Marconi) 사이에 위치한다. 이 역은 1955년에 EUR 마르코니(이탈리아어: EUR Marconi)라는 이름으로 개통했지만, 후에 새로운 마르코니 역이 개통되면서 이 역은 EUR 팔라스포르트 역으로 개칭했다. 역 지상 옆에 존재하는 인공호수는 1960년 하계 올림픽 당시 건설한 것이다.

## 시설
EUR 팔라스포르트 역에는 다음과 같은 시설이 있다.
- 매표소
- 장애인 전용 승차시설
- 에스컬레이터
- 엘리베이터
- 파크 앤드 라이드 시설
- 역 감시카메라 (CCTV)

## 역 주변
- 팔라로토마티카 (Palalottomatica)
- 라게토 델에우르 (Laghetto dell'Eur)